# Екіпаж корабля «Баунті»
Екіпа́ж корабля́ «Ба́унті» — екіпаж на британському кораблі «Баунті» під час подорожі з Великої Британії до Тихого океану у 1788-1789 рр. Команда корабля складалася з 46 осіб, якими керував капітан — Вільям Блай. У складі флоту Великої Британії 18 сторіччя існувала система флотських та військових посад і соціальних розбіжностей між членами екіпажу. На великих кораблях існували ранги старших морських офіцерів (англ. commissioned officers)— від капітана до молодших офіцерів Королівського флоту та морського десанту. Іншою категорією офіціерів на судні були т. зв. ворент-офіцери (англ. warrant officers)— молодші офіцери здебільшого цивільні спеціалісти часто дворянського походження. До ворент-офіцерів належали штурмани, боцмани та інші фахівці. На дещо нижчому щабелі ієрархії знаходилися молодші цивільні офіцери (англ. midshipmen)— мічмани, здебільшого представники заможних класів на шляху до вищих посад у флоті і часто виступали, як помічники ворент-офіцерів. Деякі з майбутніх офіцерів флоту починали свою службу на ще нижчих посадах моряків, які у свою чергу мали дві категорії: «починаючих моряків» (англ. Ordinary Seaman) та «досвідчених моряків» (англ. Able Seaman). Дуже часто діти знаті навіть без досвіду могли почати службу мічманами або «досвідченими моряками».

## Склад екіпажу
| Ім'я               | Посада                       | Участь у заколоті       | Примітки                                                |
| ------------------ | ---------------------------- | ----------------------- | ------------------------------------------------------- |
| Вільям Блай        | Капітан                      |                         |                                                         |
| Джон Фраєр         | Штурман                      | залишився вірним        |                                                         |
| Флетчер Крістіан   | Помічник штурмана            | організатор заколоту    | помер на о. Піткерн 20 вересня 1793 р.                  |
| Вільям Ельфінстоун | Помічник штурмана            | залишився вірним        | Помер на о. Ява у жовтні 1789 р.                        |
| Томас Хагган       | Корабельний лікар            | не брав участі у подіях | помер на о. Таїті ще до заколоту 9 грудня 1788 р.       |
| Вільям Коул        | Боцман                       | залишився вірним        |                                                         |
| Чарльз Черчілль    | Старшина корабельної поліції | заколотник              | вбитий на о. Таїті у 1790 р.                            |
| Вільям Пекоувер    | Канонір                      | залишився вірним        |                                                         |
| Джозеф Коулман     | Корабельний зброяр           | залишився вірним        | утримувався заколотниками, виправданий на суді          |
| Пітер Лінклеттер   | Квартирмейстер               | залишився вірним        | помер на о. Ява у жовтні 1789 р.                        |
| Джон Нортон        | Квартирмейстер               | залишився вірним        | вбитий туземцями на о. Тофуа 2 травня 1789 р.           |
| Лоренс Лебоуг      | Вітрильний майстер           | залишився вірним        |                                                         |
| Генрі Хіллбрандт   | Корабельний бондар           | заколотник              | арештований але загинув під час аварії «Пандори»        |
| Вільям Перселл     | Корабельний тесляр           | залишився вірним        |                                                         |
| Девід Нельсон      | Ботанік                      | залишився вірним        | загинув під час подорожі після заколоту                 |
| Джон Галлетт       | Мічман                       | залишився вірним        |                                                         |
| Томас Гайвард      | Мічман                       | залишився вірним        |                                                         |
| Пітер Хейвуд       | В.о. мічмана                 | заколотник              | арештований та визнаний винним на суді, але помилуваний |
| Джордж Стюарт      | В.о. мічмана                 | залишився вірним        |                                                         |
| Роберт Тінклер     | Мічман                       | залишився вірним        |                                                         |
| Нед Янг            | Мічман                       | заколотник              | втік на о. Піткерн, загинув 25 грудня 1800              |
| Джеймс Моррісон    | Помічник боцмана             | заколотник              | арештований та визнаний винним на суді, але помилуваний |
| Томас Ледвард      | Помічник лікаря              | залишився вірним        | загинув під час подорожі після заколоту                 |
| Джордж Сімпсон     | Помічник квартирмейстера     | залишився вірним        | загинув під час подорожі після заколоту                 |
| Джон Вільямс       | Помічник зброяра             | заколотник              | втік на о. Піткерн, загинув 20 вересня 1793 р.          |
| Томас Макінтош     | Помічник тесляра             | залишився вірним        | арештований на о. Таїті, але виправданий на суді        |
| Чарльз Норман      | Помічник тесляра             | залишився вірним        | арештований на о. Таїті, але виправданий на суді        |
| Джон Міллз         | Помічник каноніра            | заколотник              | втік на о. Піткерн, загинув 20 вересня 1793 р.          |
| Вільям Маспратт    | кравець                      | заколотник              | арештований та визнаний винним на суді, але помилуваний |
| Джон Сміт          | стюард                       | залишився вірним        |                                                         |
| Томас Галл         | кухар                        | залишився вірним        |                                                         |
| Річард Скіннер     | перукар                      | заколотник              | арештований але загинув під час аварії «Пандори»        |
| Джон Семюел        | клерк                        | залишився вірним        |                                                         |
| Вільям Браун       | помічник ботаніка            | заколотник              | втік на о. Піткерн, загинув 20 вересня 1793 р.          |
| Роберт Лем         | м'ясник                      | залишився вірним        | загинув під час подорожі після заколоту                 |
| Джон Адамс         | матрос                       | заколотник              | втік на о. Піткерн, помер у 1829 р.                     |
| Томас Беркітт      | матрос                       | заколотник              | арештований та визнаний винним на суді, страчений       |
| Майкл Бірн         | матрос                       | залишився вірним        | арештований на о. Таїті, але виправданий на суді        |
| Томас Еллісон      | матрос                       | залишився вірним        | арештований та визнаний винним на суді, страчений       |
| Айзек Мартін       | матрос                       | заколотник              | втік на о. Піткерн, загинув 20 вересня 1793 р.          |
| Вільям Маккой      | матрос                       | заколотник              | втік на о. Піткерн, скінчив життя самогубством у 1797   |
| Джон Міллвард      | матрос                       | заколотник              | арештований та визнаний винним на суді, страчений       |
| Метью Квінтал      | матрос                       | заколотник              | втік на о. Піткерн, загинув у 1799 р.                   |
| Джон Самнер        | матрос                       | заколотник              | арештований але загинув під час аварії «Пандори»        |
| Метью Томпсон      | матрос                       | заколотник              | вбитий на о. Таїті у 1790 р.                            |
| Джеймс Валентайн   | матрос                       |                         | помер від хвороби до заколоту                           |

## Участь у заколоті
Під час заколоту 28 квітня 1789 р. з 46 членів екіпажу 22 залишилися вірними капітанові Вільяму Блаєві, однак заколотникам вдалося затримати силою чотирьох і висадити решту — 18 чоловік на чолі з капітаном у шлюпку у Тихому океані. Попри це, та обмежену кількість провіанту капітанові та залишку команди вдалося подолати 3618 миль до берегів о. Ява, де вони отримали допомогу від нідерландської колоніальної адміністрації та повернулися до Англії. Під час подорожі у сутичках з туземцями загинув лише один член екіпажу, а декілька померло від хвороб вже на о. Ява.
Заколотники повернулися на «Баунті» до о. Таїті, де декілька з них загинуло під час внутрішньої боротьби та сутичок з туземцями. Решта бунтівників розкололися — значна частина залишилася на Таїті і були згодом арештовані британською владою, а інші поселилися на безлюдному о. Піткерн.